# العلاقات اليمنية الإثيوبية
 العلاقات اليمنية الإثيوبية  هي العلاقات التاريخية والسياسية بين الجمهورية اليمنية وجمهورية إثيوبيا الفدرالية الديمقراطية.

## نبذة تاريخية
أول شواهد على العلاقات تعود لفترة قديمة من تاريخ الشعبين، عندما أقام تجار من مملكة سبأ مستعمرة تجارية بشمال إثيوبيا حالياً ونقل هولاء التجار نظام الكتابة اليمني القديم (خط المسند) لتلك المناطق. كما أن أسطورة ملكة سبأ المذكورة في الكتب المقدسة لأتباع الأديان الإبراهيمية، تعد أسطورة مشتركة بين الشعبين. وفي القرن السادس الميلادي، دخلت مملكة أكسوم اليمن لمناصرة المسيحيين ضد أعدائهم اليهود في تلك الفترة. وطيلة تاريخ مابعد الإسلام، تبادل حكام البلدين البعثات الرسمية وتشهد المناطق الساحلية الغربية لليمن تأثيراً إثيوبيا واضحاً على السكان لقرون من التزاوج والهجرات المتبادلة بين سكان الضفتين. في عهد الدولة القاسمية في القرن السابع عشر الميلادي، تبادل البلدان البعثات الدبلوماسية بين الإمام المتوكل على الله إسماعيل والإمبراطور فاسيليداس أريد لها أن تتحول لحلف إستراتيجي لولا ظهور إقطاعيين أقوياء في إثيوبيا قوضوا الأمن داخل الإمبراطورية كثيراً.

## العلاقات الحديثة
العلاقات الحديثة بين البلدين تأسست عام 1935 بين المملكة المتوكلية اليمنية والإمبراطور هيلا سيلاسي، وكان لكل من الإمام يحيى حميد الدين وأحمد حميد الدين علاقات جيدة مع إمبراطور إثيوبيا. واشتركت قوات من جيش اليمن الجنوبي لجانب إثيوبيا للتصدي لقوات الرئيس الصومالي السابق سياد بري عام 1977. ومنذ قيام الوحدة اليمنية عام 1990، تحسنت العلاقات إلى الأفضل بعد سقوط النظام الشيوعي الحاكم في إثيوبيا وبذل الرئيس الإثيوبي الراحل ملس زيناوي جهودا كبيرة لتطوير العلاقات وزيادة نسبة التبادل التجاري والتعاون الإستراتيجي لما فيه مصالح البلدين.